# Лена (автомагістраль)
Автошлях A360, Автомагістраль Лена/ Амуро-Якутська автомагістраль — автомобільна дорога федерального значення в Росії. Сполучає Якутськ з півднем Якутії. Бере початок від річки Лена. Фактично до Якутська, дорога не доходить, а закінчується на східному березі, в Нижній Бестях навпроти Якутська. Далі працює поромна переправа влітку i льодова переправа взимку. У міжсезоння переправитися можна тільки на гелікоптері і судні на повітряній подушці.. До 31 грудня 2017 року мала назву «Автомагістраль M56».
Дорогу завдовжки 1212 км на південь до Сковородіно будували в 1925 — 1964. Хоча автомагістраль — федеральне шосе, вона є лише ґрунтовою дорогою. Коли ґрунт замерзає взимку, траса має чудову[джерело?] поверхню і швидкість автівок досягає 70 км/год. Проте влітку після будь-якого дощу вона перетворюється у болото..
У 2012 році почалася масштабна реконструкція дороги.У 2014 році остання проблематична ділянка була заасфальтована.
У Нижній Бестях, Автомагістраль Лена  з'єднується з Колимським трактом, що сполучає Якутськ з Магаданом на сході — з узбережжям Тихого океану.

## Маршрут
0 км – Сковородіно, з'єднання з Р297 Амур
39 км – Соловйовськ
170 км – Тинда
320 км – Нагорний
360 км – Серебряний Бор (на Нерюнгрі)
436 км – Чульман
510 км – Великий Хатимі
550 км – Малий Німнир
608 км – Великий Німнир
683 км – Алдан
762 км – Томмот
865 км – Верхня Амга
950 км – Улу
1018 км – Хаїсардах
1112 км – Нижній Бестях (на Якутськ) з'єднання з Р504